# Opór wewnętrzny ogniwa
Opór wewnętrzny ogniwa – występujący wewnątrz ogniwa chemicznego opór elektryczny, którego przyczyną są:
- ograniczona szybkość procesów chemicznych zachodzących w ogniwie,
- reakcje uboczne (niekorzystne) zachodzące w ogniwie.

Opór wewnętrzny ma wpływ na napięcie na zaciskach ogniwa, gdy pobierany jest z niego prąd. Spadek napięcia na oporze zewnętrznym można zapisać zgodnie z drugim prawem Kirchhoffa wzorem
{\displaystyle U={\mathcal {E}}-U_{w},}
gdzie:
{\displaystyle U_{w}=I\cdot r_{w}.}
Stąd wynika, że
{\displaystyle U={\mathcal {E}}-I\cdot r_{w},}
gdzie:
{\displaystyle {\mathcal {E}}} – siła elektromotoryczna ogniwa,
U – mierzone napięcie,
Uw – spadek napięcia w ogniwie wywołany jego oporem wewnętrznym,
rw – opór wewnętrzny ogniwa,
I – natężenie prądu płynącego w obwodzie.
Pomiaru oporu wewnętrznego nie należy dokonywać bezpośrednio omomierzem (co doprowadziłoby do zwarcia ogniwa). Można jednak tego dokonać mierząc spadek napięcia po obciążeniu rezystorem.
{\displaystyle R_{w}=R_{o}\left({\frac {{\mathcal {E}}-U}{U}}\right),}
gdzie:
{\displaystyle R_{w}} – opór wewnętrzny ogniwa,
{\displaystyle R_{o}} – opór rezystora,
{\displaystyle {\mathcal {E}}} – napięcie na zaciskach ogniwa bez obciążenia,
{\displaystyle U} – napięcie po podłączeniu rezystora.
Wartość oporu wewnętrznego zależy od typu ogniwa i jest rzędu ułamka oma. W miarę zużycia opór ten rośnie.